# 平知信朝臣記
平知信朝臣記（たいらのとものぶあそんき）は、平安時代末期の官人平知信の日記。『知信記』（とものぶき）・『知信朝臣記』（とものぶあそんき）とも呼ばれる。
筆者の従四位上出羽守平知信（桓武平氏高棟流）は、藤原忠実・藤原忠通の家司を務めた実務官吏だった。そのために、院政期の摂関家に関する記事が多いのが特徴である。
京都陽明文庫に大治2年（1127年）4月～大治5年11月及び天承2年（1132年）4月～同年5月の古写本2巻（重要文化財）と、天承2年正月～同年3月及び同年秋冬の新写本2巻が現存。また京都大学図書館に天承2年正月～同年3月の古写本1巻が残る。これらの現存部分は、筆者の平知信が兵部少輔から兵部権大輔を経て少納言に任命され、また同時に藤原忠実・忠通父子の家司だった時期と重なる。部分的に『中右記』や『長秋記』よりも詳細な記事があり、院政期の摂関家の動向について知る上で有用な歴史資料となっている。
なお、藤原頼長の日記『台記』の別記である長承四年二月頼長任大将記は、実はこの『平知信朝臣記』である。